# Karl den enfaldige
Karl III eller Karl den enfaldige (franska: Charles le Simple, latin: Carolus Simplex) född 17 september 879, död 7 oktober 929, var frankisk karolingisk kung av västfrankiska riket 898-922. 
Son till Ludvig den stammande och Adelaide av Paris. Gift med Frederuna som dog 917 och därefter med Edgiva av Wessex, dotter till Edward den äldre av England, 7 oktober 919.
Som barn förhindrades Karl att inta tronen, först efter sin halvbror Karlomans död 884 och sedan då Karl den tjocke störtades 887. Visserligen kröntes Karl till kung i Reims redan 28 januari 893 men först efter att kung Odo avlidit 898 kunde Karl börja regera som kung.
Karls västfrankiska kungadöme var närmast identiskt med dagens Frankrike men 911 tvingades han göra Normandie till hertigdöme åt vikingahövdingen Rollo genom fördraget i Saint-Clair-sur-Epte mot löftet att inkräktarna skulle upphöra med plundringstågen längs med Seine, låta sig döpas och att Rollo skulle gifta sig med Gisela av Frankrike, Karls äldsta dotter. 
Samma år dör Ludvig barnet, den siste kungen av östfrankiska riket, varpå Karl gör sig till kung av Lotharingia med vidare anspråk på hela det karolingiska imperiet. 923 återför dock Henrik I Fågelfängaren Lotharingia till det östfrankiska riket.
922 revolterade en grupp mäktiga feodalherrar under ledning av baronerna Gilbert av Lorraine, Rudolf av Burgund och hertigen Robert I, bror till Odo och farfar till Hugo Capet. De lät kröna Robert till kung 29 juni 922. 
I slaget vid Soissons 15 juni 923 blev Robert dödad men hans son Hugo den vite lyckades samla sin trupper till förnyad kamp genom att visa upp sin fars lik och till slut blev Karl besegrad. Rudolf av Burgund valdes till kung och Karl flydde till sin vasall Heribert II av Vermandois (vars syster var gift med Robert I) som höll honom fängslad i ett torn till slottet i Péronne i Somme där Karl dog efter sex års fångenskap. Han begravdes i Péronne vid klostret Saint-Fursy. 
Hans hustru Edgiva flydde till England med sin son som därigenom fick namnet Ludvig från andra sidan havet när han senare återvände (över Engelska kanalen) och blev kung Ludvig IV.
Karl kallades inte "den enfaldige" därför att han ansågs dum; epitetet ska utläsas "den ärlige".